# Geklont – Babys um jeden Preis
Geklont – Babys um jeden Preis alternativ auch Cloned – Die Menschenmacher ist ein Film von Regisseur Douglas Barr, gedreht im Jahr 1997 in den USA. Der Film ist unter anderem von Ken Folletts Buch Der dritte Zwilling inspiriert. Der Film wurde am 7. August 1998 erstmals im deutschen Fernsehen gezeigt.

## Handlung
Der Film spielt im Jahr 2008, er handelt von einem Ehepaar, deren acht Jahre alter Sohn bei einem Bootsunfall umgekommen ist. Um diesen Verlust auszugleichen, wollen sie sich einen neuen Sohn klonen lassen, da die Mutter keine Kinder mehr gebären kann.
Die Skye arbeitet bei einer Firma, die künstliche Befruchtungen vornimmt. Vor Jahren hat sie nur auf diese Weise ihren Sohn Chris empfangen können. Dieser ist jedoch verstorben und selbst mit Hilfe der Gentechnik kann sie kein zweites Kind mehr bekommen.
Eines Tages entdeckt Skye ein Kind, welches ihrem Sohn Chris aufs Haar gleicht. Ihr Mann Rick hält sie für verrückt, was sie jedoch nicht davon abhält ein Foto ihres Sohnes ins Netz zu stellen und Nachforschungen zu betreiben. Sie stößt auf eine Frau, die durch künstliche Befruchtung einen Sohn bekommen hat, der mit Chris identisch zu sein scheint. Gleichzeitig melden sich weitere Menschen aus allen Landesteilen, die auf dem Bild ihren eigenen Sohn/Enkel wiederzuerkennen glauben. Skye findet heraus, dass ihre befruchtete Eizelle geklont und Frauen aus mehreren Bundesstaaten (USA) eingepflanzt wurden. Dies hatte damals ein Wissenschaftler aus ihrer eigenen Firma zu Studienzwecken getan. Er hat dazu eine ganze Gruppe identischer Jungen gezüchtet. Sein langfristiges Ziel: wie kann man Organe, beispielsweise ein Herz, klonen, um einem Menschen so sein „neues Originalherz“ einzupflanzen, wenn das alte defekt ist. Mit Hilfe des FBIs und einiger der Klone gelingt es Skye diese Machenschaften aufzudecken. Bei den Forschungen handelt es sich um das streng geheime und nicht genehmigte Experiment „Baby 2000“, das in der Fruchtbarkeitsklinik durchgeführt wurde. Skye und ihr Mann kommen in Bedrängnis – die Firma will sie loswerden. Schließlich versucht der Wissenschaftler sie mit dem Angebot einer exakten Kopie ihres Sohnes zu bestechen, damit er seine Testreihe fortführen kann. Dr. Wesley Kozak ist überzeugt davon, dass das Projekt Baby 2000 dem Wohl der gesamten Menschheit dient und nicht gefährdet werden darf.

## Hintergrund
Im Jahr 1978 erblickte das erste künstlich befruchtete Baby Louise Brown das Licht der Welt. Bereits seit 1968 hatten Forscher begonnen, Experimente mit der künstlichen Befruchtung zu machen. Zunächst wurden die Ei- und Samenzellen von Tieren und schließlich auch von Menschen verwendet. Der nächste Schritt war das gezielte Klonen der befruchteten Eizellen. Der Film nimmt ein solches Szenario voraus und zeigt, dass die als Sciencefiction angelegte Handlung nicht weit von der Realität des Jahres 2010 entfernt war, also in dem Zeitfenster, in dem auch die Filmhandlung angesiedelt ist. „Wenn Frauen mit unerfülltem Kinderwunsch die Hälfte ihrer Eizellen für Klon-Experimente spenden, so ist es jetzt Regel am Reproduktionszentrum der Universität in Newcastle upon Tyne, dann müssen sie nur die Hälfte der 3000 Pfund für eine künstliche Befruchtung zahlen“.